# Municipio de Auglaize (condado de Allen)
El municipio de Auglaize (en inglés: Auglaize Township) es un municipio ubicado en el condado de Allen en el estado estadounidense de Ohio. En el año 2010 tenía una población de 2783 habitantes y una densidad poblacional de 29,74 personas por km².

## Geografía
El municipio de Auglaize se encuentra ubicado en las coordenadas 40°41′44″N 83°55′41″O / 40.69556, -83.92806. Según la Oficina del Censo de los Estados Unidos, el municipio tiene una superficie total de 93.57 km², de la cual 93,22 km² corresponden a tierra firme y (0,38 %) 0,35 km² es agua.

## Demografía
Según el censo de 2010, había 2783 personas residiendo en el municipio de Auglaize. La densidad de población era de 29,74 hab./km². De los 2783 habitantes, el municipio de Auglaize estaba compuesto por el 98,13 % blancos, el 0,47 % eran afroamericanos, el 0,04 % eran amerindios, el 0,25 % eran asiáticos, el 0,22 % eran de otras razas y el 0,9 % eran de una mezcla de razas. Del total de la población el 1,19 % eran hispanos o latinos de cualquier raza.